# Албрехт фон Ербах-Фюрстенау
Албрехт (Алберт) Август Лудвиг фон Ербах-Фюрстенау (на немски: Albrecht (Albert) August Ludwig Graf zu Erbach-Fürstenau; * 18 май 1787 в дворец Фюрстенау, Михелщат; † 28 юли 1851 в ловния дворец Креберг) е граф на Ербах-Фюрстенау Той е хесенски политик, депутат (1820 – до революцията през март 1849) и президент (1823/1824) на Първата камера на Велико херцогство Хесен и генерал-лейтенант, и генерал-майор на Кралство Вюртемберг.

## Биография
Роден е на 18 май 1787 година в дворец Фюрстенау, Михелщат. Той е син на пруския генерал-майор граф Христиан Карл фон Ербах-Фюрстенау (1757 – 1803) и съпругата му графиня Доротея Луиза Мариана фон Дегенфелд-Шонбург (1765 – 1827), дъщеря на полковник Август Кристоф фон Дегенфелд-Шонбург (1730 – 1814) и Фридерика Хелена Елизабет, баронеса фон Ридезел (1742 – 1811).
Албрехт е от 13 ноември 1802 до 1806 г. в пруската войска. През 1803 г. той поема графството първо под опекунството на майка му.
Умира на 28 юли 1851 година в ловния дворец Креберг на 64-годишна възраст.

## Фамилия
Албрехт се жени на 26 юни 1810 г. за принцеса Луиза София Емилия фон Хоенлое-Нойенщайн-Ингелфинген (* 20 ноември 1788 в Бреслау; † 1 октомври 1859 във Фюрстенау), дъщеря на княз Фридрих Лудвиг фон Хоенлое-Ингелфинген-Йоринген (1746 – 1818) и графиня Амалия Луиза Мариана фон Хойм цу Дройсиг (1763 – 1840). Те имат децата:
- Егинхард (1812 – 1841)
- Емма фон Ербах-Фюрстенау (1811 – 1889), омъжена на 22 август 1831 г. в Михелщат за граф Херман фон Щолберг-Вернигероде (1802 – 1841)
- Алфред Раймунд Фридрих Франц Август (1813 – 1874), главен лейтенант, ∞ 28 април 1859 за Луиза фон Хоенлое-Ингелфинген (1835 – 1913
- Текла Аделхайд Юлия Луиза (1815 – 1874), ∞ 8 септември 1836 за наследствен принц Ернст Казимир II фон Изенбург-Бюдинген (1806 – 1861), син на Ернст Казимир I (1781 – 1852)
- Луитгарда Луиза Шарл София (1817 – 1897), ∞ 23 август 1840 за граф Фридрих Лудвиг фон Рехтерен-Лимпург-Шпекфелд (1811 – 1909), син на граф Фридрих Райнхард (1751 – 1842)
- Едгар Лудвиг Фридрих (1818 – 1879), главен лейтенант
- Лотар (1819 – 1851), главен лейтенант
- Аделхайд Шарлота Виктория (1822 – 1881), ∞ 15 август 1843 за граф Бото фон Щолберг-Вернигероде (1805 – 1881), син на Хайнрих фон Щолберг-Вернигероде (1772 – 1854)
- Август Фридрих Магнус Хайнрих (1824 – 1855), главен лейтенант
- Клотилда София Адèле Фердинанда Емма (1826 – 1871), ∞ 2 ноември 1843 за управляващ граф Франц Еберхард цу Ербах-Ербах и Вартенберг-Рот (1818 – 1884), син на граф Карл II (1782 – 1832)
- Адалберт Лудвиг Алфред Еберхард Фридрих (1828 – 1867), лейтенант в Хесен, ∞ Шарлота Виленбюхер, фрау фон Ротенберг (1839 – 1913)
- Хуго Волфганг Ернст Едгар Клотар (1832 – 1894), ∞ 8 август 1867 за графиня Мария фон Ербах-Шьонберг (1839 – 1927), дъщеря на Лудевиг III фон Ербах-Шьонберг (1792 – 1863)